# Segovia Residencial
Segovia Residencial är en ort i Mexiko.   Den ligger i kommunen Mexicali och delstaten Baja California, i den nordvästra delen av landet, 2 200 km nordväst om huvudstaden Mexico City. Segovia Residencial ligger 7 meter över havet och antalet invånare är 114.
Terrängen runt Segovia Residencial är mycket platt. Runt Segovia Residencial är det ganska tätbefolkat, med 58 invånare per kvadratkilometer. Närmaste större samhälle är Mexicali, 8,1 km väster om Segovia Residencial. Omgivningarna runt Segovia Residencial är i huvudsak ett öppet busklandskap.